# Franc Hubad
Hubad Franc, slovenski pisatelj in šolnik, * 28. januar 1849, Skaručna pod Šmarno goro, † 3. december 1916, Ljubljana.

## Življenje
Bil je narodopisni pisatelj in šolnik. Od leta 1860 do 1863 je hodil v gimazijo v Trstu. Do leta 1868 se je šolal v Ljubljani. V Gradcu je študiral klasično filologijo in slavistiko. Od 1881 do avgusta 1884 je bil začasni vodja v zavodu na Ptuju. Leta 1891 je postal referent v naučnem ministrstvu na Dunaju, na njihovo željo je leta 1894 prevzel ravnateljstvo obeh učiteljišč v Ljubljani. Leta 1901 je postal nadzornik ljudskih in meščanskih šol in učiteljišč. Dve leti kasneje je postal nadzornik srednjih šol. 1912 je postal dvorni svetnik. Dve leti kasneje, in sicer v 65-letu se je upokojil.

## Delo
Ukvarjal se je s proučevanjem slovanskega narodopisja. Opisoval je verske razmere v Bosni in Hercegovini, Opisoval je Gjurgjev dan in božič pri Srbih;  Spomlad in odnašanje smrti, gosotoljubnost pri Slovanih, običaje pri zidanju novega doma pri Jugoslovanih. Poslovenil je moravske, češke, maloruske in srbske narodne povesti in objavil črtice iz francoskih bojev na Koroškem. 
Kot maldinski pisatelj je sodeloval pri Vrtcu (1884-1891), zbral 3 snopiče Pripovedk za mladino. Napisal je življenjepis Rudolfa Habsburškega in Franca Jožefa I. Priredil in razširil je Janežičev slovensko-nemški slovar - 3. in 4. izdaja.
Kot šolski nadzornik je sodil delovanje učiteljstva, pošteno, nepristransko in ne brez strogosti. Ker je opazoval da se prisvajanje učne snovi, zlasti v berilih vrši brez pravega reda in brez prave osnove, je ukazal rabo formalnih stopenj. S tem pa se je zapletel z Bežkom, ki je zagovarjal tridelno razčlembo učne enote: zaznavanje, razumevanje in uporabljanje. Hubad pa je zagovarjal peterostopenjsko razdelitev: priprava, podajanje učne snovi, združitev, posnetek, uporaba in ponavljanje. Kot uradnik je stal na temelju veljavnih določb ter možato in odločno branil zakonito priznane svoboščine slovenskega šolstva.